# Quatuor à cordes no 13 de Chostakovitch
Pour les articles homonymes, voir Quatuor à cordes no 13.

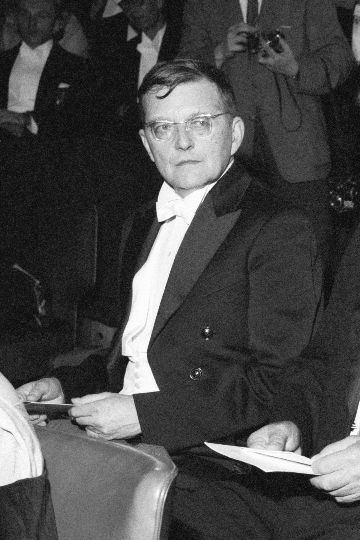
Dmitri Chostakovitch en Finlande, en 1958.

Le Quatuor à cordes no 13 en si bémol mineur (op. 138) est une œuvre de musique de chambre composée par Dmitri Chostakovitch en 1970. 

## Historique
Il est créé par le Quatuor Beethoven le 13 décembre 1970 à Léningrad. Il est dédié à Vadim Borissovski, altiste du Quatuor Beethoven, mais celui-ci fut remplacé lors de la création par Fiodor Droujinine.

## Structure
Le 13e quatuor est composé d'un seul mouvement, un Adagio de 20 minutes environ, marqué Adagio - Doppio movimento - Tempo primo, avec pour thème « jeu sur un soupir ». Comme dans le 12e Quatuor, Chostakovitch utilise, de manière détournée, des éléments de la musique sérielle prohibée en URSS.
L'alto, l'instrument du dédicataire, présente initialement une série de tierces mineures en une forme de lamentation, qui est développée de manière fuguée par les quatre instruments, donnant une impression de cérémonie funèbre. Suit le Doppio movimento qui introduit une lente progression dynamique qui explose brusquement en pizzicati. S'installe alors un climat de nocturne, en une mélopée ondoyant entre violons et alto. Une nouvelle marche réunit les quatre instruments. Le rythme devient alors obsessionnel, les quatre instruments déployant des accords différents de neuvièmes mineures avant de s'éparpiller en pizzicati. La fin du quatuor est marquée par un ostinato durant 140 mesures, comme un lent battement de cœur s'amenuisant en une complainte intemporelle.

## Discographie sélective
- Quatuor Borodine, intégrales des quatuors à cordes de Chostakovitch, chez Melodiya / BMG, 1997.